# Howard Dean
Howard Dean (East Hampton, Nova York, 17 de novembre de 1948). Governador de l'Estat de Vermont (1991-2003) i aspirant demòcrata a la Casa Blanca l'any 2004.
Es va graduar en Medicina el 1971 per la Universitat Yale i va obtenir el títol de metge el 1978. Va ser escollit per Vermont a la Cambra de Representants des del 1982 i fins al 1986, any en què va ser escollit vicegovernador de Vermont. Dean va mantenir la doble vessant de metge i polític fins al 1991, quan la sobtada mort del governador republicà de Vermont, Richard Snelling, el va portar a assumir el càrrec de governador. Va ser reelegit cinc vegades per mandats de dos anys. Durant el període 1994-1995 va servir també com a president de l'Associació Nacional de Governadors.
Va ser un dels primers a anunciar la seva candidatura per a les eleccions presidencials dels Estats Units del 2004, concretament el 31 de maig del 2002. Va atreure l'atenció de molts activistes amb les seves acusacions directes al govern de George W. Bush, oposició a la invasió de l'Iraq de 2003, així com per l'ús innovador d'Internet durant la seva campanya. Quan la majoria d'enquestes li donaven un triomf clar a les primàries sobre els seus contrincants demòcrates, John Kerry va donar la sorpresa i va guanyar el caucus d'Iowa (el primer estat on se celebren les primàries) i a partir d'aquí la candidatura de Dean va començar a decaure.
Va obtenir només una victòria simbòlica a Vermont després d'haver-se retirat de la lluita per la Presidència.
Dean és president del Comitè Nacional Demòcrata des del 12 de febrer del 2005.